# Gil Burón
Gil Giovanni Burón Morales, noto semplicemente come Gil Burón (Città del Messico, 11 giugno 1994), è un ex calciatore messicano, di ruolo difensore.

## Caratteristiche tecniche
È un terzino destro.

## Carriera
Cresciuto nel settore giovanile dell'América, ha esordito in prima squadra il 27 ottobre 2013 disputando l'incontro di Primera División perso 1-0 contro il Tigres UANL.